# Möhlau
Möhlau is een plaats en voormalige gemeente in de Duitse deelstaat Saksen-Anhalt en maakt deel uit van de gemeente Gräfenhainichen in de Landkreis Wittenberg.
Möhlau telt 2.004 inwoners.